# Данбриџ (Тенеси)
Данбриџ (енгл. Dandridge) град је у америчкој савезној држави Тенеси.

## Демографија
По попису из 2010. године број становника је 2.812, што је 734 (35,3%) становника више него 2000. године.
| Група             | 2000.         | 2010.         |
| Белци             | 1.911 (92,0%) | 2.601 (92,5%) |
| Афроамериканци    | 136 (6,5%)    | 121 (4,3%)    |
| Азијати           | 1 (0,0%)      | 18 (0,6%)     |
| Хиспаноамериканци | 20 (1,0%)     | 41 (1,5%)     |
| Укупно            | 2.078         | 2.812         |